# Tetrops mongolicus
Tetrops mongolicus är en skalbaggsart som beskrevs av Sergey Murzin 1977. Tetrops mongolicus ingår i släktet Tetrops och familjen långhorningar. Inga underarter finns listade i Catalogue of Life.